# Aporia nabellica
Aporia nabellica är en fjärilsart som först beskrevs av Jean Baptiste Boisduval 1836.  Aporia nabellica ingår i släktet Aporia och familjen vitfjärilar. Inga underarter finns listade i Catalogue of Life.